# Lijst van Alarmschijven in 2007
Deze hits waren in 2007 Alarmschijf op Radio 538:
| Nr.  | Datum        | Artiest                            | Titel                             | Hoogste positie in Top 40 |
| ---- | ------------ | ---------------------------------- | --------------------------------- | ------------------------- |
| 1914 | 6 januari    | U2                                 | Window in the skies               | 1(2wk)                    |
| 1915 | 13 januari   | VanVelzen                          | Burn                              | 7                         |
| 1916 | 20 januari   | The Fray                           | Over My Head (Cable Car)          | 20                        |
| 1917 | 27 januari   | Pussycat Dolls ft. Timbaland       | Wait a Minute                     | 7                         |
| 1918 | 3 februari   | Shakira                            | Pure Intuition                    | 8                         |
| 1919 | 10 februari  | DI-RECT                            | A Good Thing                      | 2                         |
| 1920 | 17 februari  | Robbie Williams ft. Pet Shop Boys  | She's Madonna                     | 2                         |
| 1921 | 24 februari  | Gwen Stefani ft. Akon              | The Sweet Escape                  | 5                         |
| 1922 | 3 maart      | Red Hot Chili Peppers              | Desecration Smile                 | 13                        |
| 1923 | 10 maart     | Joss Stone                         | Tell Me 'bout It                  | 8                         |
| 1924 | 17 maart     | Gym Class Heroes ft. Patrick Stump | Cupid's Chokehold                 | 9                         |
| 1925 | 24 maart     | Tiësto ft. Christian Burns         | In The Dark                       | 2                         |
| 1926 | 31 maart     | Nelly Furtado                      | Say It Right                      | 2                         |
| 1927 | 7 april      | John Legend                        | P.D.A. (We Just Don't Care)       | 18                        |
| 1928 | 14 april     | Beyoncé & Shakira                  | Beautiful Liar                    | 1(3wk)                    |
| 1929 | 21 april     | Maroon 5                           | Makes Me Wonder                   | 7                         |
| 1930 | 28 april     | Ne-Yo                              | Because of You                    | 12                        |
| 1931 | 5 mei        | Tokio Hotel                        | Monsoon                           | 6                         |
| 1932 | 12 mei       | The Fray                           | How To Save A Life                | 20                        |
| 1933 | 19 mei       | Kelly Clarkson                     | Never Again                       | 23                        |
| 1934 | 26 mei       | Rihanna & Jay-Z                    | Umbrella                          | 2                         |
| 1935 | 2 juni       | Enrique Iglesias                   | Do You Know? (The Ping Pong Song) | 2                         |
| 1936 | 9 juni       | VanVelzen                          | Deep                              | 17                        |
| 1937 | 16 juni      | Mutya Buena                        | Real Girl                         | 6                         |
| 1938 | 23 juni      | Justin Timberlake                  | LoveStoned                        | 5                         |
| 1939 | 30 juni      | Nelly Furtado ft. Juanes           | Te Busqué                         | 4                         |
| 1940 | 7 juli       | John Legend                        | Stereo                            | 17                        |
| 1941 | 14 juli      | Mika                               | Relax, Take It Easy               | 1(7wk)                    |
| 1942 | 21 juli      | BLØF                               | Donker hart                       | 8                         |
| 1943 | 28 juli      | HelloGoodbye                       | Here (In Your Arms)               | 10                        |
| 1944 | 4 augustus   | Maroon 5                           | Wake Up Call                      | 20                        |
| 1945 | 11 augustus  | Fergie                             | Big Girls Don't Cry               | 3                         |
| 1946 | 18 augustus  | James Blunt                        | 1973                              | 8                         |
| 1947 | 25 augustus  | Rihanna                            | Shut Up and Drive                 | 5                         |
| 1948 | 1 september  | Sean Kingston                      | Beautiful Girls                   | 8                         |
| 1949 | 8 september  | Daughtry                           | It's Not Over                     | 22                        |
| 1950 | 15 september | Nelly Furtado                      | Do It                             | 16                        |
| 1951 | 22 september | Will.i.am                          | I Got It from My Mama             | 19                        |
| 1952 | 29 september | Enrique Iglesias                   | Tired Of Being Sorry              | 3                         |
| 1953 | 6 oktober    | BLØF                               | Alles Is Liefde                   | 2                         |
| 1954 | 13 oktober   | Alain Clark                        | This Ain't Gonna Work             | 3                         |
| 1955 | 20 oktober   | Mika                               | Big Girl (You Are Beautiful)      | 4                         |
| 1956 | 27 oktober   | Michael Bublé                      | Lost                              | 24                        |
| 1957 | 3 november   | Rihanna                            | Don't Stop The Music              | 1(2wk)                    |
| 1958 | 10 november  | Maroon 5                           | Won't Go Home Without You         | 28                        |
| 1959 | 17 november  | Timbaland ft. OneRepublic          | Apologize                         | 1(4wk)                    |
| 1960 | 24 november  | Alicia Keys                        | No One                            | 3                         |
| 1961 | 1 december   | Jeroen van der Boom                | Eén Wereld                        | 1(2wk)                    |
| 1962 | 8 december   | Daughtry                           | Home                              | 18                        |
| 1963 | 15 december  | Nelly Furtado                      | In God's Hands                    | 15                        |
| 1964 | 22 december  | Lenny Kravitz                      | I'll Be Waiting                   | 5                         |
| 1965 | 29 december  | Colbie Caillat                     | Bubbly                            | 5                         |

1969 ·
1970 ·
1971 ·
1972 ·
1973 ·
1974 ·
1975 ·
1976 ·
1977 ·
1978 ·
1979 ·
1980 ·
1981 ·
1982 ·
1983 ·
1984 ·
1985 ·
1986 ·
1987 ·
1988 ·
1989 · 
1990 · 
1991 · 
1992 · 
1993 · 
1994 · 
1995 · 
1996 · 
1997 · 
1998 · 
1999 · 
2000 · 
2001 · 
2002 · 
2003 · 
2004 · 
2005 · 
2006 · 
2007 · 
2008 · 
2009 ·
2010 ·
2011 ·
2012 ·
2013 ·
2014 ·
2015 ·
2016 ·
2017 ·
2018 ·
2019 ·
2020 ·
2021 ·
2022 ·
2023 ·
2024 ·
2025